# Franz (Sachsen-Coburg-Saalfeld)

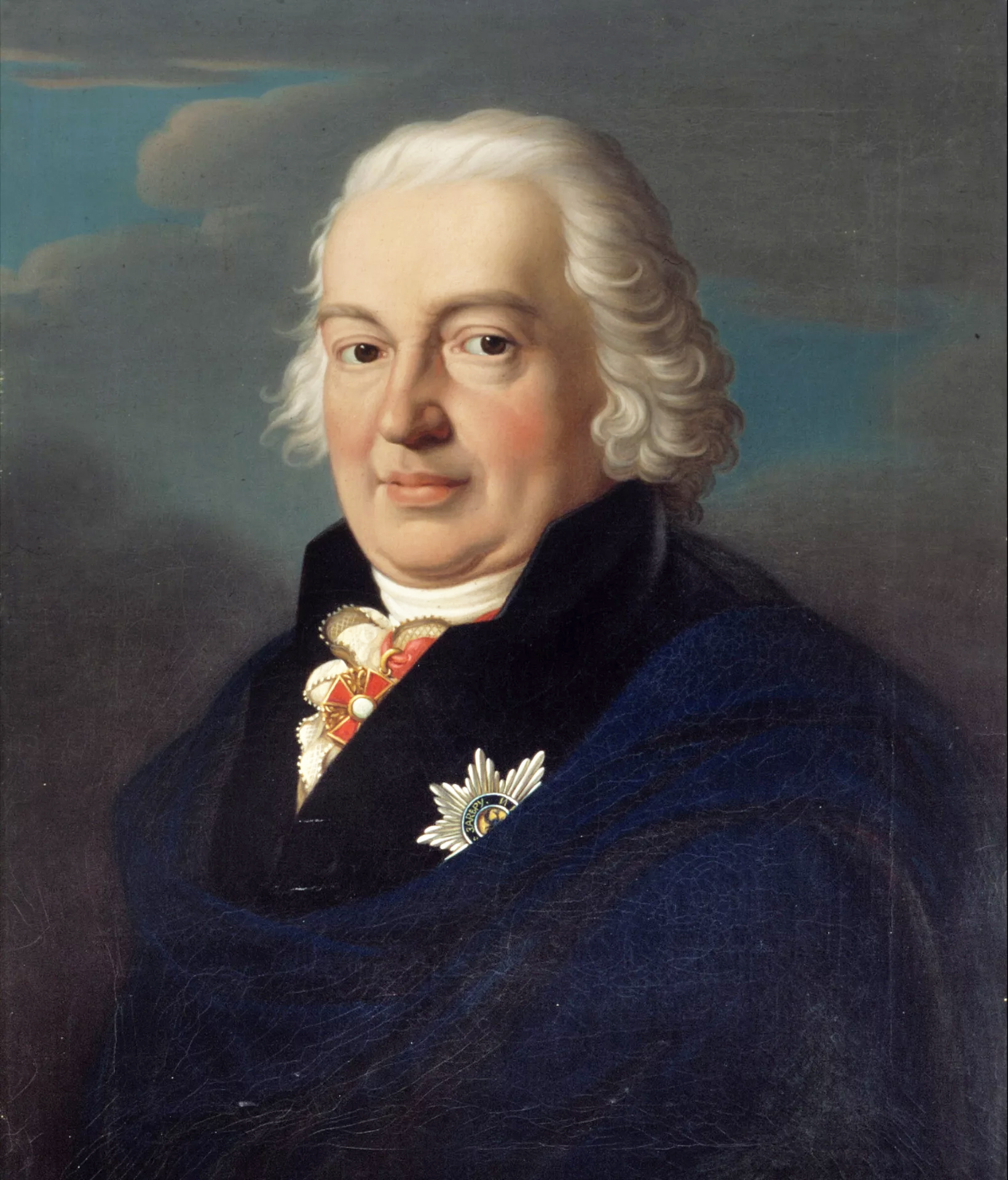
Herzog Franz Friedrich Anton von Sachsen-Coburg-Saalfeld

Franz Friedrich Anton von Sachsen-Coburg-Saalfeld (* 15. Juli 1750 im Schloss Ehrenburg, Coburg; † 9. Dezember 1806 in Coburg) war ein deutscher Adeliger. Er war von 1800 bis 1806 Herzog von Sachsen-Coburg-Saalfeld und der gemeinsame Großvater der britischen Königin Victoria und ihres Prinzgemahls Albert.

## Leben
Franz von Sachsen-Coburg-Saalfeld war der älteste Sohn des Herzogs Ernst Friedrich von Sachsen-Coburg-Saalfeld (1724–1800) aus dessen Ehe mit Sophie Antonia (1724–1802), Tochter des Herzogs Ferdinand Albrecht II. von Braunschweig-Wolfenbüttel.

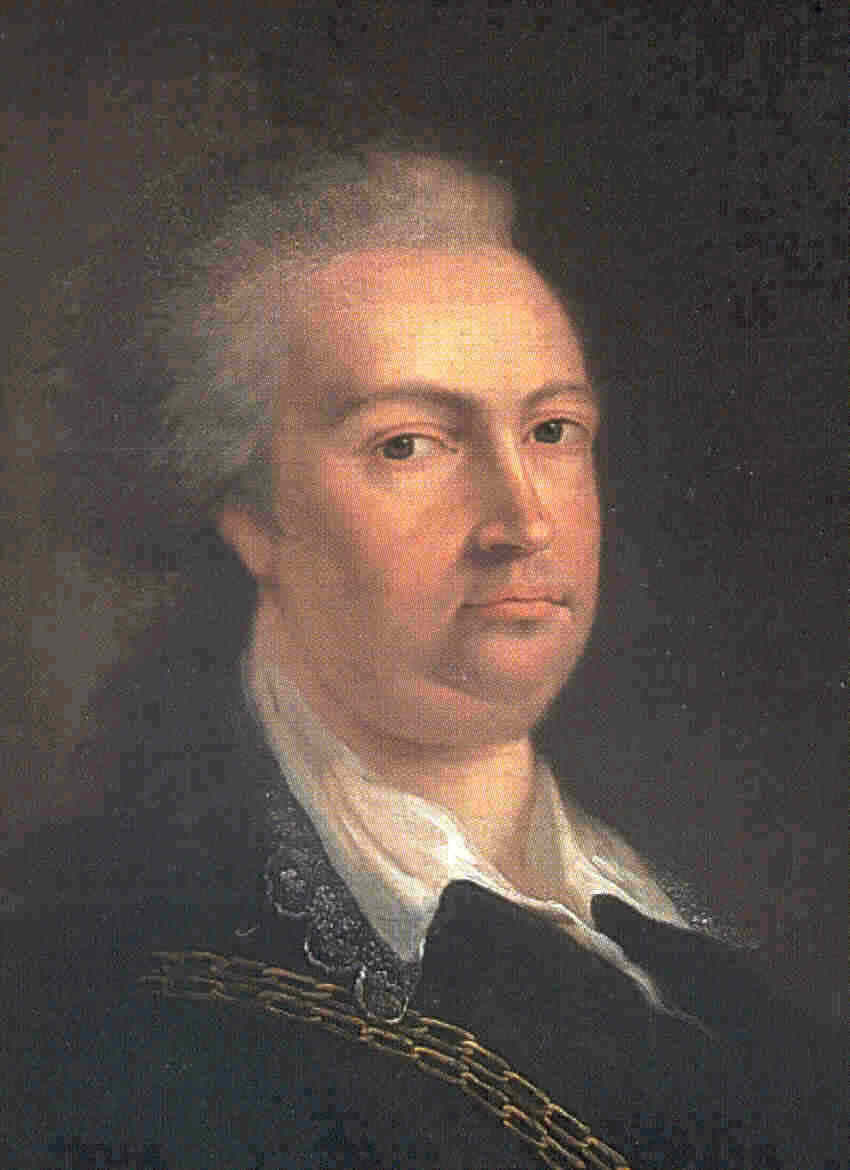
Franz Friedrich Anton als Erbprinz

Franz wurde privat erzogen und erhielt eine sorgfältige und umfassende Ausbildung. Bis zu seinem Regierungsantritt wohnte er seit 1786 mit seiner Familie im so genannten Prinzenpalais in der Coburger Steingasse. Im Jahr 1800 folgte er seinem Vater in die Regierung des immer noch verschuldeten Landes, in dem eine Umschuldungskommission wirkte. Regierung, Konsistorium und Kammerkollegium wurden 1802 zu einer Landesregierung zusammengefasst. Durch das Wirken des Kammerdirektors Theodor von Kretschmann konnte die Zwangsverwaltung der Debitkommission aufgelöst werden. In der Folge wurde dem nunmehrigen Minister Kretschmann bei der Regierung nahezu völlig freie Hand gelassen. In der Bevölkerung war Kretschmann, der die Verwaltung straff durchorganisierte, verhasst. Als die Einwohner gegen seine Anordnung, die Häuser der Stadt durchzunummerieren, aufbegehrten, ließ er sächsische Dragoner in die Stadt einrücken.
Franz Friedrich Anton war ein großer Kunstkenner und -liebhaber und gilt als der größte Sammler von Büchern und Graphiken unter den Coburger Herzögen. 1775 legte er den Grundstock für eine Kupferstichsammlung mit 300.000 Graphiken, die heute auf der Veste Coburg besichtigt werden können, und stattete die Schlossbibliothek mit einer umfangreichen Büchersammlung aus. Ebenso bildete seine Sammlung die Basis für das Naturkundemuseum Coburg. Er kaufte 1805, nur wenige Monate vor seinem Tod, die Kammergüter Rosenau und Schwickhof mit dem Schloss Rosenau bei Coburg als Sommerresidenz für seine Familie.
Unter Herzog Franz begann der Ausbau Coburgs zur repräsentativen Residenzstadt des 19. Jahrhunderts, indem Mauern, Gräben und Türme abgetragen und durch Grünflächen ersetzt wurden.

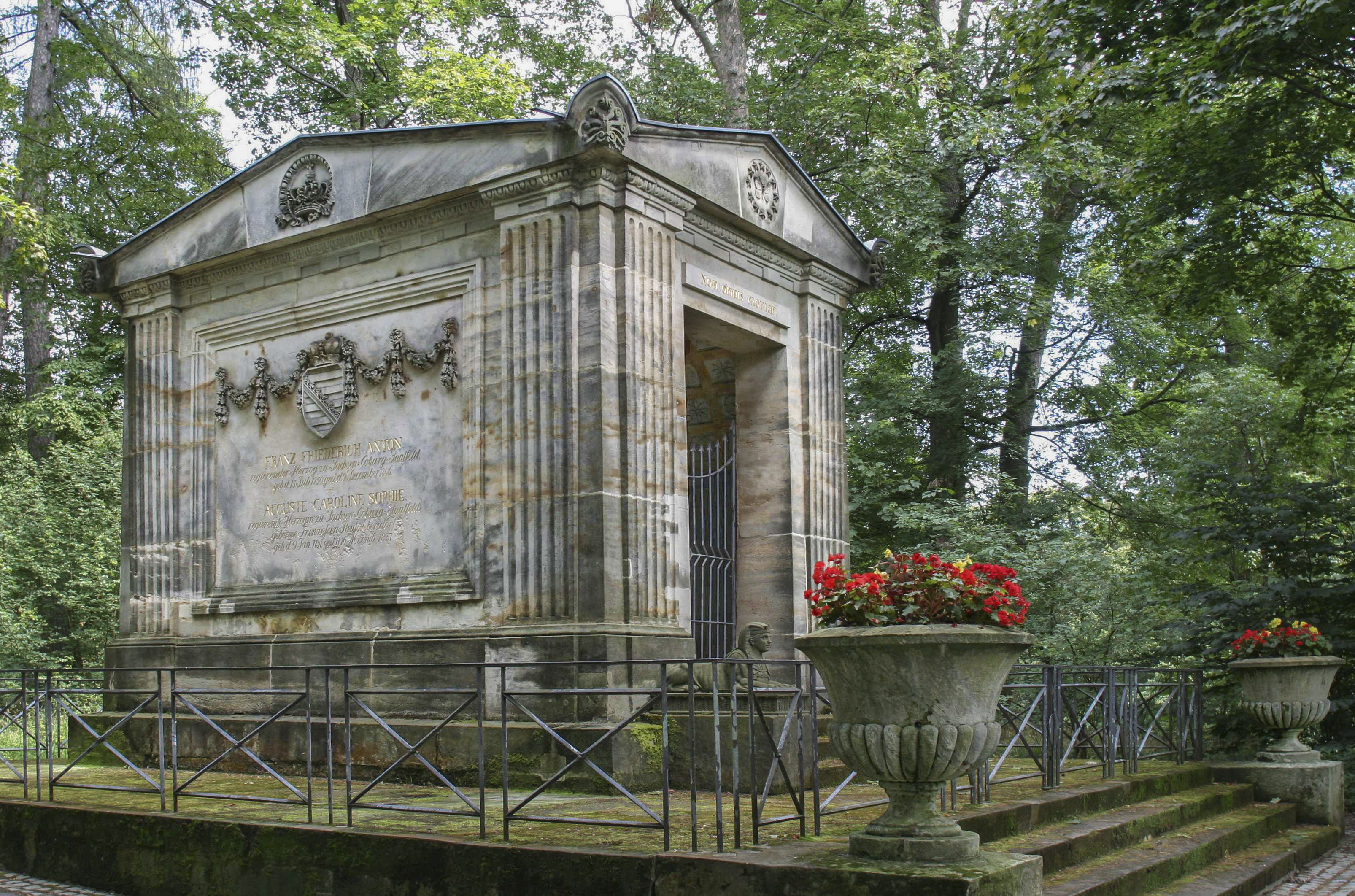
Mausoleum im Coburger Hofgarten

Franz Friedrich Anton fand seine letzte Ruhestätte 1806 in einem Mausoleum im Coburger Hofgarten, wo 1831 auch seine zweite Ehefrau beigesetzt wurde. Der Dichter Johann Friedrich Löwen widmete dem Prinzen die Ode: An den Prinzen Franz Friedrich Anton.

## Nachkommen

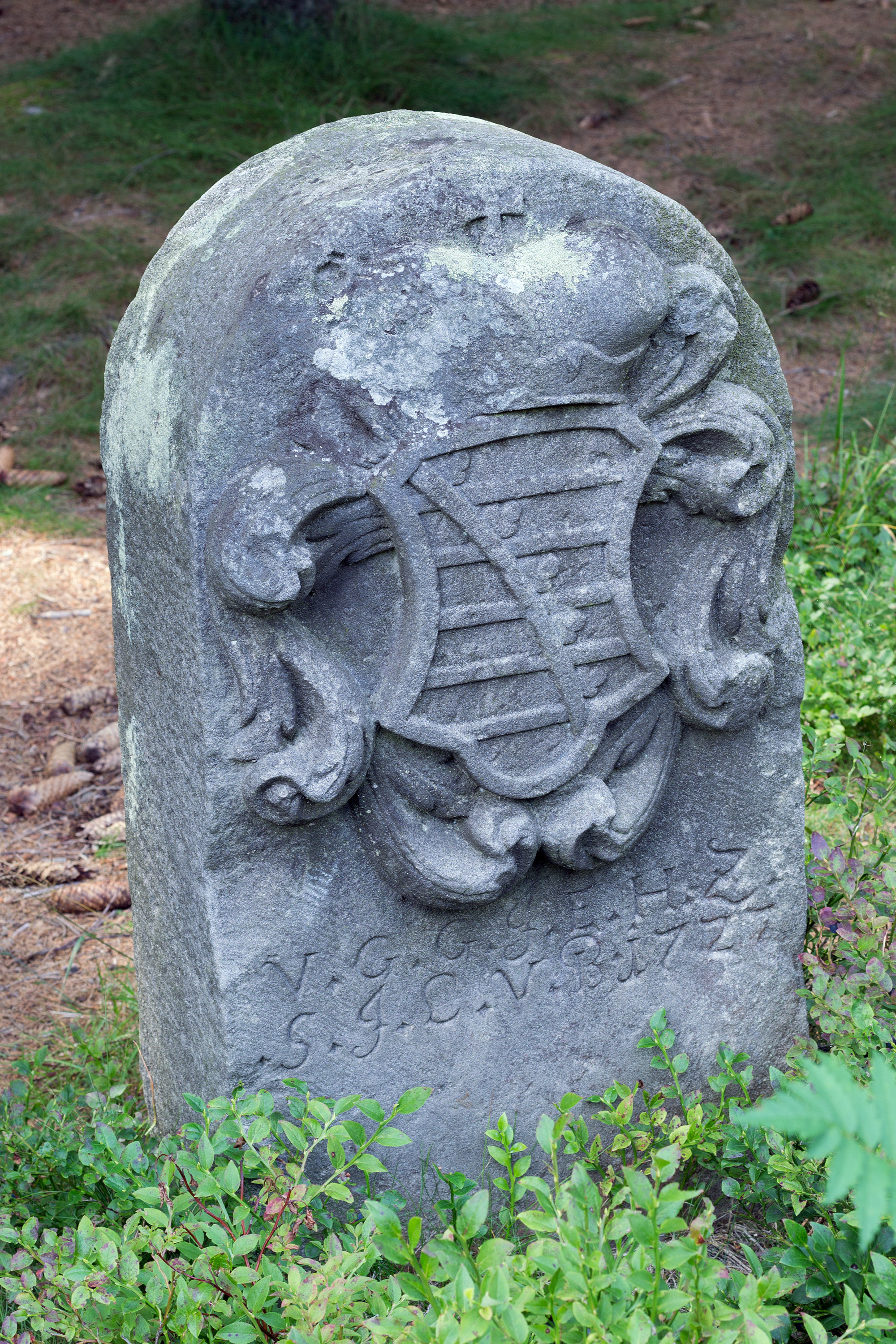
Wappen von Sachsen-Coburg-Saalfeld am Landesgrenzstein

Am 6. März 1776 heiratete Franz in Hildburghausen Prinzessin Sophie (1760–1776), Tochter des Herzogs Ernst Friedrich III. Carl von Sachsen-Hildburghausen, die noch im selben Jahr starb.
Im folgenden Jahr heiratete er in Ebersdorf Auguste (1757–1831), Tochter des Grafen Heinrich XXIV. Reuß zu Ebersdorf. Aus dieser Ehe gingen zehn Kinder, vier Söhne und fünf Töchter sowie eine Totgeburt hervor. Durch die vorteilhaften Heiraten der Kinder begann der dynastische Aufstieg des Hauses:
- Sophie (1778–1835)

⚭ 1804 Emmanuel von Mensdorff-Pouilly, seit 1818 Graf von Mensdorff-Pouilly (1777–1852)
- Antoinette (1779–1824)

⚭ 1798 Prinz Alexander Friedrich Karl von Württemberg (1771–1833)
- Juliane (1781–1860), Anna Fjodorowna

⚭ 1796 (geschieden 1820) Großfürst Konstantin Pawlowitsch (1779–1831)
- Ernst I. (1784–1844)

⚭ 1. 1817 (geschieden 1826) Prinzessin Luise von Sachsen-Gotha-Altenburg (1800–1831)
⚭ 2. 1832 Prinzessin Marie von Württemberg (1799–1860)
- Ferdinand (1785–1851)

⚭ 1816 Maria Antonie Gabriele von Koháry (1797–1862)
- Viktoria (1786–1861)

⚭ 1. 1803 Fürst Emich Carl, 2. Fürst zu Leiningen (1763–1814)
⚭ 2. 1818 Edward Augustus, Duke of Kent and Strathearn (1767–1820)
- Marianne Charlotte (1788–1794)
- Leopold I. (1790–1865), seit 1831 König der Belgier

⚭ 1. 1816 Prinzessin Charlotte Auguste (1796–1817)
⚭ 2. 1829 Karoline Bauer (1807–1877), (historisch nicht gesichert, 1831 geschieden)
⚭ 3. 1832 Prinzessin Louise von Orléans (1812–1850)
- Maximilian (1792–1793)